# Helms Foundation Player of the Year
L'Helms Foundation Player of the Year è stato un premio conferito annualmente dal 1905 al 1979 al miglior giocatore di college negli Stati Uniti. Veniva assegnato dalla Helms Athletic Foundation, fondazione con sede a Los Angeles in California.

## Albo d'oro
- 1904-1905 - Christian Steinmetz -  Wisconsin Badgers
- 1905-1906 - George Grebenstein -  Dartmouth B. Green
- 1906-1907 - Gilmore Kinney -  Yale Bulldogs
- 1907-1908 - Charles Keinath -  Penn Quakers
- 1908-1909 - John Schommer -  Chicago Maroons
- 1909-1910 - Pat Page -  Chicago Maroons
- 1910-1911 - Ted Kiendl -  Columbia Lions
- 1911-1912 - Otto Stangel -  Wisconsin Badgers
- 1912-1913 - Eddie Calder -  St. Lawrence Saints
- 1913-1914 - Gil Halstead -  Cornell Big Red
- 1914-1915 - Ernest Houghton -  Unione Dutchmen
- 1915-1916 - George Levis -  Wisconsin Badgers
- 1916-1917 - Ray Woods -  Illinois Fighting Illini
- 1917-1918 - Bill Chandler -  Wisconsin Badgers
- 1918-1919 - Erling Platou -  Minnesota Golden Gophers
- 1919-1920 - Howard Cann -  NYU Violets
- 1920-1921 - George Williams -  Missouri Tigers
- 1921-1922 - Charles Carney -  Illinois Fighting Illini
- 1922-1923 - Paul Endacott -  Kansas Jayhawks
- 1923-1924 - Charlie T. Black -  Kansas Jayhawks
- 1924-1925 - Earl Mueller -  Colorado College Tigers
- 1925-1926 - Jack Cobb -  N. Carol. Tar Heels
- 1926-1927 - Vic Hanson -  Syracuse Orange
- 1927-1928 - Victor Holt -  Oklahoma Sooners
- 1928-1929 - Cat Thompson -  MSU Bobcats
- 1929-1930 - Chuck Hyatt -  Pittsburgh Panthers
- 1930-1931 - Bart Carlton -  East Central Tigers
- 1931-1932 - John Wooden -  Purdue Boilermakers
- 1932-1933 - Forest Sale -  Kentucky Wildcats
- 1933-1934 - Wesley Bennett -  Westminster Titans
- 1934-1935 - Leroy Edwards -  Kentucky Wildcats
- 1935-1936 - John Moir -  Notre Dame F. Irish
- 1936-1937 - Hank Luisetti -  Stanford Cardinal
- 1937-1938 - Hank Luisetti -  Stanford Cardinal
- 1938-1939 - Chet Jaworski -  R. Island Rams
- 1939-1940 - George Glamack -  N. Carol. Tar Heels
- 1940-1941 - George Glamack -  N. Carol. Tar Heels
- 1941-1942 - Stan Modzelewski -  R. Island Rams
- 1942-1943 - George Senesky -  St. Joseph's Hawks
- 1943-1944 - George Mikan -  DePaul B. Demons

- 1944-1945 - George Mikan -  DePaul B. Demons
- 1945-1946 - Bob Kurland -  OSU Cowboys
- 1946-1947 - Gerald Tucker -  Oklahoma Sooners
- 1947-1948 - Ed Macauley -  St. Louis Billikens
- 1948-1949 - Tony Lavelli -  Yale Bulldogs
- 1949-1950 - Paul Arizin -  Villanova Wildcats
- 1950-1951 - Dick Groat -  Duke Blue Devils
- 1951-1952 - Clyde Lovellette -  Kansas Jayhawks
- 1952-1953 - Bob Houbregs -  Washington Huskies
- 1953-1954 - Tom Gola -  La Salle Explorers
- 1954-1955 - Bill Russell -  S. Francisco Dons
- 1955-1956 - Bill Russell -  S. Francisco Dons
- 1956-1957 - Lennie Rosenbluth -  N. Carol. Tar Heels
- 1957-1958 - Elgin Baylor -  Seattle Redhawks
- 1958-1959 - Oscar Robertson -  Cincinnati Bearcats
- 1959-1960 - Oscar Robertson -  Cincinnati Bearcats
- 1960-1961 - Jerry Lucas -  Ohio State Buckeyes
- 1961-1962 - Paul Hogue -  Cincinnati Bearcats
- 1962-1963 - Art Heyman -  Duke Blue Devils
- 1963-1964 - Walt Hazzard -  UCLA Bruins
- 1964-1965 - Bill Bradley -  Princeton Tigers
Gail Goodrich -  UCLA Bruins
- 1965-1966 - Cazzie Russell -  Michigan Wolverines
- 1966-1967 - Lew Alcindor -  UCLA Bruins
- 1967-1968 - Lew Alcindor -  UCLA Bruins
- 1968-1969 - Lew Alcindor -  UCLA Bruins
- 1969-1970 - Pete Maravich -  LSU Tigers
Sidney Wicks -  UCLA Bruins
- 1970-1971 - Austin Carr -  Notre Dame F. Irish
Sidney Wicks -  UCLA Bruins
- 1971-1972 - Bill Walton -  UCLA Bruins
- 1972-1973 - Bill Walton -  UCLA Bruins
- 1973-1974 - David Thompson -  NCSU Wolfpack
- 1974-1975 - David Thompson -  NCSU Wolfpack
- 1975-1976 - Kent Benson -  Indiana Hoosiers
Scott May -  Indiana Hoosiers
- 1976-1977 - Marques Johnson -  UCLA Bruins
- 1977-1978 - Jack Givens -  Kentucky Wildcats
- 1978-1979 - Larry Bird -  Ind. St. Sycamores